# Judo Magazin
Das Judo Magazin (ISSN 0179-3535) ist eine deutsche Sportzeitschrift und das Verbandsorgan des Deutschen Judo-Bundes.
Das Judo Magazin wurde 1961 gegründet und liefert seitdem „Hintergründe, News und Trainingstipps“ (so der Untertitel des Magazins) zum Thema Judo. Seit 1999 erscheint es im Aachener Meyer & Meyer Verlag, seitdem ist Oliver Kauer-Berk Chefredakteur der Zeitschrift. 
Drei Jahre lang – von April 1986 bis August 1989 – erschien im Regionalteil West des Judo Magazins die Zeitschrift „der budoka“ als Verbandszeitung des Dachverbandes für Budotechniken NRW e.V.
Die Auflage des monatlich erscheinenden Magazins beträgt rund 12.000 Exemplare, die fast vollständig im Abonnement verkauft werden. Der Einzelverkaufspreis des 52-seiten starken Heftes beträgt 3 Euro. Für das Judo Magazin sind fünf feste Autoren und mehrere Fotografen tätig (alle Angaben Stand 2008).